# Trophée Jim-Gregory
Le trophée Jim-Gregory est un trophée de hockey sur glace remis annuellement au meilleur directeur général de la Ligue nationale de hockey. Il est remis pour la première fois en 2010.

## Historique
Remis depuis sa création en 2010 sous le nom de Trophée du directeur général de l'année de la LNH, il est renommé en novembre 2019 pour rendre hommage à James Gregory, un ancien entraîneur et dirigeant canadien, ancien président du comité de sélection pour l'admission au temple de la renommée du hockey et l'un des premiers à réellement s'intéresser au hockey européen dans la LNH.

## Liste des récipiendaires
- 2010 – Donald Maloney (Coyotes de Phoenix)
- 2011 – Michael Gillis (Canucks de Vancouver)
- 2012 – Douglas Armstrong (Blues de Saint-Louis)
- 2013 – Rejean Shero (Penguins de Pittsburgh)
- 2014 – Robert Murray (Ducks d'Anaheim)
- 2015 – Stephen Yzerman (Lightning de Tampa Bay)
- 2016 – James Rutherford (Penguins de Pittsburgh)
- 2017 – David Poile (Predators de Nashville)
- 2018 – George McPhee (Golden Knights de Vegas)
- 2019 – Donald Sweeney (Bruins de Boston)
- 2020 – Louis Lamoriello (Islanders de New York)
- 2021 – Louis Lamoriello (2) (Islanders de New York)
- 2022 – Joseph Sakic (Avalanche du Colorado)
- 2023 – James Nill (Stars de Dallas)
- 2024 – James Nill (2) (Stars de Dallas)